# Groslée
Groslée – miejscowość i dawna gmina we Francji, w regionie Owernia-Rodan-Alpy, w departamencie Ain. W dniu 1 stycznia 2016 roku z połączenia dwóch ówczesnych gmin – Saint-Benoît oraz Groslée – powstała nowa gmina Groslée-Saint-Benoît. W 2013 roku populacja Groslée wynosiła 366 mieszkańców.